# Потапова, Виктория Викторовна
Викто́рия Ви́кторовна Пота́пова (род. 8 января 1974 года, Москва, СССР) — российская дзюдоистка-паралимпиец, выступающая в весовой категории до 48 килограмм, четырёхкратный бронзовый призёр Паралимпийских игр. Заслуженный мастер спорта России среди спортсменов с нарушением зрения.

## Награды
- Медаль ордена «За заслуги перед Отечеством» II степени (30 сентября 2009 года) — за большой вклад в развитие физической культуры и спорта, высокие спортивные достижения на XIII Паралимпийских летних играх 2008 года в городе Пекине (Китай).[1]
- Медаль ордена «За заслуги перед Отечеством» I степени (10 сентября 2012 года) — за большой вклад в развитие физической культуры и спорта, высокие спортивные достижения на XIV Паралимпийских летних играх 2012 года в городе Лондоне (Великобритания).[2]
- Заслуженный мастер спорта России (2004).